# Форс-мажор (фильм, 2014)
«Форс-мажор» (швед. Turist) — шведский драматический кинофильм режиссёра Рубена Эстлунда, вышедший на экраны в 2014 году. Фильм получил премию «Золотой жук» за лучший фильм, а также был выбран в качестве шведской заявки на премию «Оскар» за лучший фильм на иностранном языке и попал в январский шорт-лист, но так и не был номинирован.
В 2019 году начались съёмки англоязычного ремейка. Премьера фильма «Под откос» состоялась 26 января 2020 года.

## Сюжет
Семья из Швеции отдыхает во Французских Альпах: бизнесмен Томас, его жена Эбба и двое детей. На второй день контролируемая снежная лавина выходит из-под контроля и засыпает их во время завтрака. Томас в панике убегает, оставляя жену и детей. Никто из них не пострадал, и через пару минут он возвращается. Трусость мужа и нежелание признать свою ошибку создаёт конфликт в их браке.

## В ролях
- Йоханнес Кюнке — Томас
- Лиза Ловен Конгсли — Эбба
- Клара Веттергрен — Вера
- Винсент Веттергрен — Гарри
- Брэди Корбет — Брэйди
- Кристофер Хивью — Матс
- Фанни Метелиус — Фанни
- Карин Мюренберг — Шарлотта

## Восприятие
Фильм был удостоен крайне высоких оценок мировой кинопрессы. На сайте Rotten Tomatoes фильм получил рейтинг 93 % на основе 110 рецензий со средним баллом 8 из 10. На сайте Metacritic фильм на основе 35 рецензий критиков имеет рейтинг 87 из 100, что соответствует статусу «всеобщее признание».

## Награды и номинации
- 2014 — приз жюри программы «Особый взгляд» на Каннском кинофестивале 2014 года (Рубен Эстлунд).
- 2014 — участие в конкурсной программе Чикагского и Гентского кинофестивалей.
- 2014 — две номинации на премию Европейской киноакадемии: лучший европейский фильм, лучший европейский режиссёр (Рубен Эстлунд).
- 2014 — попадание в пятёрку лучших иностранных фильмов года по версии Национального совета кинокритиков США.
- 2014 — номинация на премию «Спутник» за лучший международный фильм.
- 2015 — номинация на премию «Золотой глобус» за лучший фильм на иностранном языке[10].
- 2015 — 6 премий «Золотой жук»: лучший фильм, лучшая режиссура (Рубен Эстлунд), лучший сценарий (Рубен Эстлунд), лучший актёр второго плана (Кристофер Хивью), лучшая операторская работа (Френдрик Вензел), лучший монтаж (Якоб Зехер Шульзингер, Рубен Эстлунд). Кроме того, лента получила 4 номинации: лучший актёр (Йоханнес Кюнке), лучшая актриса (Лиза Ловен Конгсли), лучшая актриса второго плана (Фанни Метелиус), лучший звук.
- 2015 — премия «Бодиль» за лучший неамериканский фильм (Рубен Эстлунд).
- 2015 — приз города Гётеборга на Гётеборгском кинофестивале.
- 2015 — номинация на премию «Сатурн» за лучший международный фильм.
- 2015 — номинация на премию «Независимый дух» за лучший международный фильм.
- 2015 — номинация на Премию британского независимого кино за лучший международный независимый фильм.
- 2016 — номинация на премию BAFTA за лучший неанглоязычный фильм (Рубен Эстлунд).